# 粒唇鲻属
粒唇鲻属（拉丁名也拼作Crenimugli），為輻鰭魚綱鯔形目鯔科的其中一属。

## 下属物种
- 粒唇鯔（Crenimugil crenilabis）
- 異唇粒唇鯔（Crenimugil heterocheilos）

## 擴展閱讀
維基物種上的相關：龟鲻属